# Offoy (Oise)
Offoy ist eine französische Gemeinde mit 112 Einwohnern (Stand 1. Januar 2022) im Département Oise in der Region Hauts-de-France. Die Gemeinde liegt im Arrondissement Beauvais und ist Teil der Communauté de communes de la Picardie Verte und des Kantons Grandvilliers.

## Geographie
Das über das Tal Vallèe d’Offoy (mit Abfluss zum Bach Parquets und damit zu den Évoissons) entwässernde Gemeindegebiet von Offoy liegt an der Grenze zur Gemeinde Thoix (Département Somme) rund zehn Kilometer ostnordöstlich von Grandvilliers.

## Geschichte
Von den beiden Schlössern im Ort wurde eines in einer Jacquérie im 14. Jahrhundert zerstört, das andere später abgebrochen. 1858 wurde die Filialkirche errichtet. Die Gemeinde erhielt als Auszeichnung des Croix de guerre 1914–1918.

## Einwohner
| 1962 | 1968 | 1975 | 1982 | 1990 | 1999 | 2006 | 2011 |
| ---- | ---- | ---- | ---- | ---- | ---- | ---- | ---- |
| 102  | 101  | 102  | 76   | 78   | 77   | 97   | 108  |

## Verwaltung
Bürgermeisterin (maire) ist seit 2014 Virginie Berquier.

## Sehenswürdigkeiten
- Kirche Mariä Himmelfahrt